# CIFA (Baumaschinenhersteller)
CIFA S.p.a. ist ein Hersteller von Maschinen zur Herstellung, für den Transport und die Verlegung von Beton (einschließlich Fahrmischern und mobilen Pumpen). Das Unternehmen wurde am 7. Juli 1928 von Carlo Ausenda in Mailand gegründet. Seit 2008 gehört es zu Zoomlion.
Die Abkürzung CIFA steht für „Compagnia Italiana Forme Acciaio“ und war ursprünglich tätig im Bereich der Planung und Herstellung von Rahmenschalungen zum Gießen von Betonteilen für große Bauvorhaben, insbesondere Tunnel. Das Logo ist ein Querschnitt durch eine Rührschaufel, die sich in der Trommel des Betonmischers befindet.

## Geschichte

### Ursprünge
Im Jahr 1928 wurde die Aktiengesellschaft „Compagnia Italiana Forme Acciaio“ in Mailand durch Carlo Ausenda, einen 29-jährigen Ingenieur aus Mailand, gegründet. Er hatte in den USA die Firma Blaw-Knox, ein alteingesessenes Baumaschinenunternehmen, kennengelernt. Im Rahmen dieser Kontakte entstanden die ersten technischen und geschäftlichen Ideen für die zukünftige Entwicklung der CIFA, insbesondere für die Planung und Herstellung von Rahmenschalungen zum Gießen von Betonteilen für Großprojekte.
In den Jahren des Wiederaufbaus nach dem Zweiten Weltkrieg wurde in Italien ein Programm zum Ausbau der Stromerzeugung gestartet. Zu den Hauptzielen gehörten neue Wasserkraftwerke. Im Jahr 1956 kamen Anlagen zur Herstellung von Beton hinzu, die nach Kundenwunsch gefertigt wurden und für sehr hohe Produktionsmengen ausgelegt waren.
1958 wurde der erste Fahrmischer auf den Markt gebracht, der „CIFA 400“. Die Mischtrommeln von CIFA wurden auf Bianchi Audax- oder Alfa Romeo 900-Fahrgestelle montiert. 1969 begann CIFA mit der Produktion von mobilen Betonpumpen.

### Erfindung der Fahrmischerbetonpumpe
Im Jahr 1974 führte die Zusammenarbeit mit Bauunternehmen zur Entwicklung der Fahrmischerbetonpumpe. Das Fahrzeug hat zugleich eine rotierende Mischtrommel zum Betontransport als auch eine einfache Betonpumpe, um den Beton auf der Baustelle an den gewünschten Ort einzubringen.

### Zoomlion-Konzern
2006 wurde der italienische Private-Equity-Fonds Magenta Alleineigentümer von CIFA. 2008 wurde der Verkauf von CIFA an Zoomlion, einen chinesischen multinationalen Konzern, der weltweit führend in den Bereichen Baumaschinen, Landwirtschaft, Maschinen für die Herstellung und den Transport von Beton ist, vereinbart.

## Rekorde
- Die 101 Meter lange mobile Betonpumpe Zoomlion-CIFA 101 wurde in das „Guinness-Buch der Rekorde“ aufgenommen[6]

## Auszeichnungen
CIFA wurde bereits viermal mit dem internationalen „Red Dot Award“ ausgezeichnet:
- Red Dot Award 2014 – Elektrischer Betonmischer Energya[7]
- Red Dot Award 2015 – Betonmischer für den Untertagebau Coguaro 4[8]
- Red Dot Award 2017 – Elektrische Spritzbetonpumpe Energya CSSE[9]
- Red Dot Award 2020 – Elektrische Betonpumpe Energya[10]